# عمر حياة
عمر حياة (11 أكتوبر 1983 - ) هو لاعب كريكت دانمركي.

## وصلات خارجية
- عمر حياة على موقع إي آس بي آن كريك إنفو (الإنجليزية)